# Léalvillers
Léalvillers – miejscowość i gmina we Francji, w regionie Hauts-de-France, w departamencie Somma.
Według danych na rok 1990 gminę zamieszkiwały 183 osoby, a gęstość zaludnienia wynosiła 82 osoby/km² (wśród 2293 gmin Pikardii Léalvillers plasuje się na 814. miejscu pod względem liczby ludności, natomiast pod względem powierzchni na miejscu 1109.).